# 亨利·萊特·哈葛德
亨利·萊特·哈葛德爵士，KBE（Sir Henry Rider Haggard，1856年6月22日—1925年5月14日），英國小說家。
英國維多利亞時代受歡迎的小說家，以浪漫的愛情與驚險的冒險故事為題材，代表作為《所羅門王的寶藏》。林紓最常翻譯哈葛德的小說。哈葛德常年住在非洲，擔任過南非納塔爾省省長祕書。

## 生平
哈葛德生于英格兰诺福克郡的布拉登汉（Bradenham, Norfolk ），十個小孩中排行第八，父亲是律师，有丹麦血统，母亲出身於富商家庭，曾出版过诗集。哈葛德早年不並順遂，報考軍校未果。他在倫敦的兩年，他開始對研究心理現象感到興趣。
1875年，哈葛德19歲時，在非洲擔任纳塔尔总督亨利·鲍尔爵士的秘书。大約這時期他愛上了瑪麗伊麗莎白“莉莉”傑克遜，他打算結婚。1878年他成為常務官高等法院在德蘭士瓦，並寫信給他的父親，他打算返回英格蘭和她結婚。遭到他父親反對。1878年成为南非德兰土瓦省最高法院的书记员。1880年，兩人一起前往非洲，後來在南非德兰土瓦與妻子经营一家鸵鸟场。1881年，他回到英國攻讀法律，但他對當律師不感興趣，後來乾脆辭職，專心寫作。1885年，他完成經典名作《所羅王的寶藏》。哈葛德常年在非洲工作，使得他的作品中常见的深入“黑暗大陸”的冒险之旅。1882年回到英格兰定居，1884年哈葛德成了一名律师。1912年封爵，1919年升为二级的爵士（Knight Commander）。

## 写作生涯
哈葛德一共寫了五十七部小說。他的小说最著名的为《所罗门王的宝藏》（King Solomon's Mines）及续集《艾伦·夸特梅因》（Allan Quatermain），和《她》（She, 舊譯《三千年豔屍記》）以及续集《阿霞》（Ayesha），霸道冒险小说设置在争夺非洲的背景下。其他的作品还包括《百合娜达》（Nada the Lily，舊譯《鬼山狼侠传》）和 《埃司兰情侠传》 （Eric Brighteyes）。
林紓一共翻譯了哈葛德小說二十五部，其中有兩部未刊。林紓說哈氏之書，“多荒渺不可稽詰”。他的作品《迦因小傳》在英國文學史上並沒受到關注，文筆生硬，只是一部二流的小說，卻因為迦因被壞人誘姦生了一個私生子的情節，在中國造成極大轟動；林譯小說較原文優美動人，使得《迦因小傳》在中國廣為流行，人人爭讀，足見林紓的古文功力之深厚。梁啟超在《飲冰室詩話》中談到《迦因小傳》，將其與林譯《巴黎茶花女遺事》相提並論。
虽然他的小说描写往往带有殖民主义的成见，但是在描绘土著人的时候带有不寻常程度的同情。小说中的非洲人往往为英雄角色，虽然主角是典型的欧洲人，但是并非一成不变。哈葛德还描写农业和社会改革，部分灵感来自他在非洲的经历，也基于他在欧洲看到的情况。在他生命末期，他和他的朋友魯德亞德·吉卜林坚决反对布尔什维克主义。由于观点共同，他们在1889年吉卜林抵达伦敦后成为好友，并保持了终生的友谊。